# Puto poterii
Puto poterii är en insektsart som först beskrevs av Bodenheimer 1943.  Puto poterii ingår i släktet Puto och familjen ullsköldlöss.
Artens utbredningsområde är Israel. Inga underarter finns listade i Catalogue of Life.